# Andes Líneas Aéreas
Andes Líneas Aéreas (mã IATA = OY, mã ICAO = ANS) là hãng hàng không của Argentina, trụ sở ở Salta. Hãng có các tuyến đường quốc nội và các chuyến thuê bao chở khách cho các công ty du lịch tới các điểm du lịch ở Argentina và Brasil. Căn cứ chính của hãng ở Sân bay Martín Miguel de Güemes, và căn cứ khác ở Sân bay Jorge Newbery, Buenos Aires.

## Lịch sử
Andes Líneas Aéreas được thành lập năm 2006 và bắt đầu hoạt động từ ngày 20.6.2006 bằng các chuyến bay giữa Salta và Buenos Aires. Ngày 4.12.2006, hãng thêm tuyến đường tới Puerto Madryn và đang chuẩn bị mở các tuyến mới tới Tucuman cùng các thành phố khác.

## Các nơi đến
- Argentina
  - Puerto Madryn (Sân bay El Tehuelche) (3 chuyến/tuần)
  - Salta (Sân bay Martín Miguel de Güemes) (6 chuyến/tuần)
  - San Miguel de Tucumán (Sân bay Teniente Benjamín Matienzo) (6 chuyến/tuần)
  - San Salvador de Jujuy (Sân bay quốc tế Gobernador Horacio Guzmán) (bắt đầu từ 19.6.2008, mỗi tuần 6 chuyến)
  - Esquel (Sân bay Esquel) (bắt đầu từ 29.6.2008, mỗi tuần 3 chuyến)

Các chuyến thuê bao và theo mùa
- Argentina
  - Córdoba
  - Puerto Iguazú
  - San Carlos de Bariloche
  - El Calafate
  - Ushuaia
- Brasil
  - Florianópolis
  - Río de Janeiro
  - Salvador
  - Natal
  - Recife
  - Cabo Frio

## Đội máy bay
(Tháng 1/2008):
- 3 McDonnell Douglas MD-82, ký tự LV-BEP, LV-BHF, LV-BNI
- 0 Boeing 737-800 (2 đang đặt mua)